# Тур Жиронды (женский)
Тур Жиронды (фр. Tour de Gironde) — шоссейная многодневная велогонка, проходившая по территории Франции в 2017 году.

## История
Федерация велоспорта Франции (FFC) хотела уменьшить количество этапов в календаре женского Кубка Франции и добавить при этом индивидуальную гонку. Организация SAM Cyclisme проводившая гонку Мериньякеиз предложила компании VC Pays de Langon проводивший гонку Петит Рен де Сотерн объединить их однодневные гонки в новую многодневку. Так родился Тур Жиронды.
Дебютное издание гонки прошло с 30 апреля по 1 мая 2017 года в департамента Жиронда. Оно состояло из двух этапов — группового на 84 км в коммуне Сотер и индивидуальной гонки протяжённостью 19,5 км в коммуне Сент-Обен-де-Медок.
В августе того же года SAM Cyclisme из-за финансовых и человеческих ресурсов решила отказаться от этой совместного проведения гонки и она прекратила своё существование.

## Призёры
| Год  | Победитель       | Второй          | Третий      |
| ---- | ---------------- | --------------- | ----------- |
| 2017 | Маэль Гроссетете | Шарлотта Бравар | Корали Деме |